# 恋するハローキティ
恋するハローキティ（こいするハローキティ）は、2009年11月11日から19日まで青山円形劇場で行われた真野恵里菜主演の舞台である。2010年2月14日にBS-TBSで放送、同年2月17日にDVDが発売された。
本項では便宜上、2014年11月19日から24日まで紀伊國屋サザンシアターで行われたJuice=Juice主演のミュージカル版、演劇女子部「ミュージカル 恋するハローキティ」（えんげきじょしぶ ミュージカル こいするハローキティ）についても記述する。

## 内容
おもちゃの国に住む、フランス人形のハローキティは人間界に憧れている。
ある日人間の男の子に恋をしたキティは、おもちゃの国の神様に3日間の期限付きで人間の姿に変えてもらい、恋した男の子に会いに行くことに。
期限内にその男の子から口づけをしてもらえればキティは本物の人間になれるが、そうでなければ消滅してしまう運命なのだが…

## 恋するハローキティ

### 公演日
- 2009年11月11日 - 19日（青山円形劇場）、全11公演[1]

### 出演
- 真野恵里菜 - ハローキティ 役
- 橋本淳 - 近藤ユウヤ 役
- 坂田梨香子 - 菅野アリサ 役
- 深寅芥（空間ゼリー） - 神様 / 榎本先生 役
- スマイレージ
  - 和田彩花 - ミドリ 役
  - 前田憂佳 - ルルカ 役
  - 福田花音 - ワカナ 役
  - 小川紗季 - スミレ 役

### スタッフ
- プロデューサー：丹羽多聞アンドリウ（BS-TBS）
- 脚本：坪田文（空間ゼリー）
- 演出：武藤淳（TBS）

### テレビ
- 恋するハローキティ（2010年2月14日、BS-TBS）

### DVD
- 恋するハローキティ DVD（2010年2月17日、hachama）[2]

## 演劇女子部「ミュージカル 恋するハローキティ」

### 公演日
- 2014年11月19日 - 24日（紀伊國屋サザンシアター）、全10公演[3]

### 出演
- Juice=Juice
  - 宮崎由加 - 神様 / 榊先生 役
  - 金澤朋子 - 近藤ユウヤ 役
  - 高木紗友希 - 相原ワカナ 役
  - 宮本佳林 - ハローキティ 役
  - 植村あかり -  菅野アリサ 役
- 小野田暖優（演劇女子部オーディション合格者） - 山崎ルルカ 役
- 松下華菜（同上） - 古畑スミレ 役

### スタッフ
- プロデューサー：丹羽多聞アンドリウ（BS-TBS）
- 脚本：坪田文
- 演出：西森英行
- 音楽：和田俊輔

### オリジナルミニアルバム
- 演劇女子部「ミュージカル 恋するハローキティ」オリジナルミニアルバム（2014年12月24日、UP-FRONT WORKS）[4]
  - 2014年11月19日から劇場で先行販売された。
- 収録曲（作詞：坪田文、作曲・編曲：和田俊輔）

1. HELLO!
2. Shooting Star
3. 届け 届け 届け!
4. あなたが わからない
5. ほんとうの気持ち

### DVD
- 演劇女子部「ミュージカル 恋するハローキティ」（2015年3月4日、hachama）[5]
  - DVD+CD（本編DVD＋オリジナルサウンドトラックCD）の2枚組。
  - DVDには特典映像「アフタートークショー」（2014年11月23日分）が収録されている。
- オリジナルサウンドトラックの収録曲（作詞：坪田文、作曲・編曲：和田俊輔）

1. HELLO!
2. 人間の世界へ!
3. ダイアリー
4. 3つのルール（おもちゃの国ver.）
5. Shooting Star
6. いつもの朝
7. 仲良きことは美しきかな
8. 届け 届け 届け!
9. 3つのルール（人間ver.）
10. 人間の世界
11. あなたが わからない
12. 翼 落ちてく
13. & YOU
14. Only choice
15. 届け 届け 届け!（リプライズ）
16. ほんとうの気持ち
17. Good bye Kitty
18. あの子のおかげ
19. HELLO!（リプライズ）